# Alsace (California)
Alsace es un área no incorporada ubicada en el condado de Los Ángeles en el estado estadounidense de California.

## Geografía
Alsace se encuentra ubicada en las coordenadas 33°58′43″N 118°24′56″O / 33.97861, -118.41556.